# Psoraleococcus lombokanus
Psoraleococcus lombokanus är en insektsart som beskrevs av Lambdin och Kosztarab 1973. Psoraleococcus lombokanus ingår i släktet Psoraleococcus och familjen Lecanodiaspididae. Inga underarter finns listade i Catalogue of Life.